# الدوري السعودي الممتاز 1985–86
الدوري السعودي الممتاز 1985–1986 هي النسخة العاشرة من الدوري السعودي الممتاز منذ استحداث المسابقة بعام 1976. ظفر الهلال بلقب البطولة كثاني لقب له على التوالي والرابع بتاريخه. الأندية التي هبطت هي الكوكب، والرياض.
شارك بالمسابقة 12 فريق، ولعبت بنظام النقاط ولكن بنظام جديد تم استخدامه لموسم واحد فقط، وهو تقسيم الفرق المشاركة إلى مجموعتين (أ، ب)، ثم بعد ذلك تم تقسيمهم إلى عدة مجوعات أخرى منها:
- مجموعة تحديد البطل: وهي مجموعة يتنافس فيها أربع فرق لتحديد بطل النسخة، والمراكز من 1 إلى 4.
- مجموعة تحديد الترتيب: وهي مجموعة يتنافس فيها أربع فرق لتحديد المراكز من 5 إلى 8.
- مجموعة تحديد الهابطين: وهي مجموعة يتنافس فيها أربع فرق لتحديد الفرق الهابطة للدرجة الأولى، والمراكز من 9 إلى 12.

## الملاعب والمواقع
| النادي   | المكان | الملعب                          |
| -------- | ------ | ------------------------------- |
| الأهلي   | جدة    | ملعب الأمير عبد الله الفيصل     |
| الاتفاق  | الدمام | ملعب الأمير محمد بن فهد         |
| الهلال   | الرياض | ملعب الأمير فيصل بن فهد         |
| الاتحاد  | جدة    | ملعب الأمير عبد الله الفيصل     |
| الكوكب   | الخرج  | ملعب نادي الشعلة                |
| النهضة   | الخبر  | ملعب الأمير سعود بن جلوي        |
| النصر    | الرياض | ملعب الأمير فيصل بن فهد         |
| القادسية | الخبر  | ملعب الأمير سعود بن جلوي        |
| الرياض   | الرياض | ملعب الأمير فيصل بن فهد         |
| الشباب   | الرياض | ملعب الأمير فيصل بن فهد         |
| الطائي   | حائل   | ملعب الأمير عبد العزيز بن مساعد |
| الوحدة   | مكة    | ملعب الملك عبد العزيز           |

## جدول الدوري

### المجموعة أ
| الترتيب | النادي | لعب | النقاط |
| ------- | ------ | --- | ------ |
| 1       | النصر  | 10  |        |
| 2       | الهلال | 10  |        |
| 3       | الأهلي | 10  |        |
| 4       | الطائي | 10  |        |
| 5       | الرياض | 10  |        |
| 6       | النهضة | 10  |        |

### المجموعة ب
| الترتيب | النادي   | لعب | النقاط |
| ------- | -------- | --- | ------ |
| 1       | الاتحاد  | 10  |        |
| 2       | الوحدة   | 10  |        |
| 3       | الاتفاق  | 10  |        |
| 4       | الشباب   | 10  |        |
| 5       | الكوكب   | 10  |        |
| 6       | القادسية | 10  |        |

### مجموعة تحديد البطل
| الترتيب | النادي  | لعب | النقاط |
| ------- | ------- | --- | ------ |
| 1       | الهلال  | 6   | 9      |
| 2       | الاتحاد | 6   | 7      |
| 3       | النصر   | 6   | 4      |
| 4       | الوحدة  | 6   | 4      |

### مجموعة تحديد الترتيب
| الترتيب | النادي  | لعب | النقاط |
| ------- | ------- | --- | ------ |
| 5       | الطائي  | 6   | 7      |
| 6       | الأهلي  | 6   | 7      |
| 7       | الاتفاق | 6   | 5      |
| 8       | الشباب  | 6   | 5      |

### مجموعة تحديد الهابطين
| الترتيب | النادي   | لعب | النقاط |
| ------- | -------- | --- | ------ |
| 9       | القادسية | 6   | 8      |
| 10      | النهضة   | 6   | 8      |
| 11      | الكوكب   | 6   | 5      |
| 12      | الرياض   | 6   | 3      |